# Melanagromyza rosales
Melanagromyza rosales este o specie de muște din genul Melanagromyza, familia Agromyzidae, descrisă de Norman E.Woodley în anul 1995.
Este endemică în Costa Rica. Conform Catalogue of Life specia Melanagromyza rosales nu are subspecii cunoscute.